# Leucospis nigerrima
Leucospis nigerrima är en stekelart som beskrevs av Kohl 1908. Leucospis nigerrima ingår i släktet Leucospis och familjen Leucospidae.
Artens utbredningsområde är Vanuatu. Inga underarter finns listade i Catalogue of Life.